# 譚宗泗
譚宗泗（1438年—？），字文淵，四川潼川州蓬溪縣人，竈籍，治《春秋》，年三十五歲中式成化八年壬辰科第三甲第三十二名進士。九月十八日生，行五，曾祖譚泰；祖譚必成；父譚宣，知縣；母駱氏。嚴侍下，妻杜氏，兄宗仁；宗器；宗義；宗節，弟宗載。由國子生中式四川鄉試第六十一名舉人，會試中式第二百三十二名。